# Acerenza
Acerenza är en stad och comune i provinsen Potenza i regionen Basilicata i södra Italien. Acerenza ligger 23 km nordöst om Potenza, på en högslätt norr om Bradano.  Kommunen hade 2 337 invånare (2017).
Acerenza har varit ett ärkebiskopssäte sedan åtminstone år 499. Katedralen i staden började byggas år 1080.

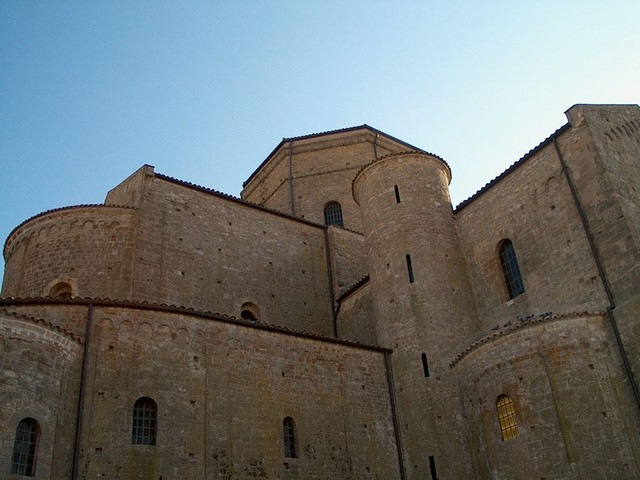
Katedralen i Acerenza